# U.S. Centese A.S.D. 1986
Unione Sportiva Centese Associazione Sportiva Dilettantistica 1986 (thường được gọi là Centese) là một câu lạc bộ bóng đá Ý có trụ sở tại Cento, Emilia-Romagna. Màu sắc của đội là xanh và trắng.
Câu lạc bộ hiện tại đã thay thế Associazione Calcio Centese đã phá sản vào năm 2007. Câu lạc bộ trước đây được gọi là Unione Sportiva Athletic Cento.
Centese đã trải qua mùa giải 1947-48 tại Serie B.